# Kevin Drury
Kevin Drury (Toronto, 20 luglio 1988) è uno sciatore freestyle canadese specialista dello ski cross.

## Biografia
Drury ha praticato lo sci alpino nella squadra dei Catamounts dell'Università del Vermont dal 2009 al 2014. Nel dicembre 2015 debutta in Coppa del Mondo di freestyle a Montafon, in Austria. Giunge 27º nello ski cross ai Mondiali di Sierra Nevada 2017 e l'anno successivo rappresenta il Canada alle Olimpiadi di Pyeongchang 2018 terminando al quarto posto nello ski cross maschile.
Ai Mondiali di Park City 2019 vince la medaglia di bronzo dietro il connazionale Brady Leman e il francese François Place. Nel 2020 si aggiudica la Coppa del Mondo di ski cross.

## Palmarès

### Mondiali
- 1 medaglia:
  - 1 bronzo (ski cross a Park City 2019)

### Coppa del Mondo
- Vincitore della Coppa del Mondo di ski cross nel 2020
- 17 podi:
  - 5 vittorie
  - 6 secondi posti
  - 6 terzi posti

#### Coppa del Mondo - vittorie
| Data             | Luogo        | Paese    | Disciplina |
| ---------------- | ------------ | -------- | ---------- |
| 4 marzo 2018     | Sunny Valley | Russia   | SX         |
| 6 dicembre 2019  | Val Thorens  | Francia  | SX         |
| 17 dicembre 2019 | Arosa        | Svizzera | SX         |
| 21 dicembre 2019 | San Candido  | Italia   | SX         |
| 1º febbraio 2020 | Megève       | Francia  | SX         |

Legenda:

SX = ski cross